# 伯特·布萊勒文
伯特·布萊勒文（英語：Bert Blyleven，1945年11月20日—），原名Rik Aalbert Blijleven，為美國職棒大聯盟的投手。他最有名的球種就是他的曲球，他生涯曾兩度入選明星賽與兩次拿下世界大賽冠軍。生涯3701次三振排名大聯盟史上第五名，287勝則是大聯盟史上第27名。最後他於2011年入選名人堂。

## 早年
布萊勒文在荷蘭出生，不過他從小就在加州長大。布萊勒文2歲時他們家搬至加拿大薩克其萬省的梅爾維爾，5歲時全家搬到南加州。而布萊勒文因為小時候看著道奇的傳奇投手山迪·柯法斯投球，因此對棒球產生濃厚的興趣。

## 職業生涯
1969年美國職棒大聯盟選秀，雙城隊在第三輪選進布萊勒文。他在隔年的6月2日收到升上大聯盟的通知，並在6月5日完成個人初登板。這年他拿下10勝，並被提名為美聯最佳新人王人選之一。1973年，他投出9次完封勝，成為該年美聯最高紀錄。
不過他在雙城隊過得並不開心，他常常受到瘋狂球迷與輿論的騷擾，加上對薪水不滿意。1976年6月1日，他和隊友Danny Thompson被交易至遊騎兵隊。他在遊騎兵的剩餘球季投出2.76的防禦率。1977年9月22日，布萊勒文投出了無安打比賽。而這場比賽也是布萊勒文在遊騎兵的最後一次先發。而他在遊騎兵時期寫下的防禦率為2.74，至今仍是隊史紀錄。
1977年球季，布萊勒文在一次比賽中故意對著攝影機比中指。此舉傷害了球團形象，也因此遊騎兵在1977年12月8日將他交易至海盜隊。1978年，布萊勒文成為隊上的防禦率王、三振王以及完投王。1979年，他拿下第一座世界大賽冠軍。這年他拿下20次無關勝敗，成為大聯盟史上單季拿下最多次無關勝敗的投手。
1980年，布萊勒文要求球隊交易他，否則就選擇退休。最後他在12月9日被交易至印地安人隊。1982年，他因為手肘受傷幾乎缺席整個賽季。1983年，他只投出7勝10敗，防禦率4.12。隔年球季他投出19勝7敗，防禦率2.87。他因為在牛棚區弄傷腳而缺席剩餘的比賽，讓他無緣挑戰單季20勝。1985年，布萊勒文拿下5次完封勝。而他這年投了293.2局，並有24次完投。而他因為在印地安人一樣待得不開心，所以要求球隊將他交易回雙城。1987年，他拿下第二座世界大賽冠軍。並且在後來達成3000K成就。
1989年，布萊勒文到了加州天使隊。他在第1個球季就投出17勝5敗，防禦率2.73。1991年，他因為動了旋轉肌手術而造成球季報銷。1992年，他僅投出8勝12敗，防禦率4.74的成績。最後他在球季結束後退休，總計他拿下287勝250敗，並送出高達3701次三振。
明星三壘手布魯克斯·羅賓森曾說布萊勒文的曲球非常了得，並稱讚他是一名具有統治力的投手。
2009年世界棒球經典賽，布萊勒文擔任荷蘭隊的投手教練。

## 榮譽
1998年，布萊勒文首度獲得名人堂票選資格。大家都認為他會在第一年就入選名人堂，但是他卻因為荷蘭籍的身分一直被拒於門外。
1998年，布萊勒文的得票率只有17.55%，隔年更是只有14.1%。但是他在2011年的票選得票率來到79.7%，他也是1970年後第一位首年得票率低於20%但最後還能入選名人堂的選手。
布萊勒文後來在致詞時說到他每一年都在祈禱他能夠入選，而最後他很高興能看到夢想成真。而他也成為了第一位入選名人堂的荷蘭籍球員。
2002年，布萊勒文入選雙城隊的名人堂。2011年7月16日，雙城隊將他的28號球衣永久退休。

## 個人生活
布萊勒文退休後曾長期擔任雙城隊比賽的評論員，直到2020才退休。現居在佛羅里達州的麥爾茲堡。
1990年，布萊勒文在吉姆·貝魯什執導的電影Taking Care of Business中飾演自己。結果他事後完全記不起來該電影的名字。而他不只忘記自己演過的電影名稱，布萊勒文連自己的原名都不知道：他一直到結婚前才知道自己的本名叫做Rik Aalbert Blijleven，在此之前，他一直以為自己的名字是Rikaalbert Blijleven。

## 生涯投球數據
| 勝投 | 敗投 | 防禦率 | 出賽場次 | 先發 | 完投 | 完封 | 投球局數 | 安打 | 自責分 | 失分 | 全壘打 | 保送 | 三振 | 暴投 | 觸身球 |
| ---- | ---- | ------ | -------- | ---- | ---- | ---- | -------- | ---- | ------ | ---- | ------ | ---- | ---- | ---- | ------ |
| 287  | 250  | 3.31   | 692      | 685  | 242  | 60   | 4970     | 4632 | 1830   | 2029 | 430    | 1322 | 3701 | 114  | 155    |

## 外部連結
- 球員資訊和成績在MLB ，ESPN ，Retrosheet ，Baseball Reference ，Baseball Reference (Minors) ，Fangraphs ，The Baseball Cube （英文）
- 伯特·布萊勒文在台灣棒球維基館上的頁面（繁體中文）

| 前任： 丹尼斯·艾克斯利 | 投出無安打比賽的投手 1977年9月22日 | 繼任： Bob Forsch |